# France Margaret Bélanger
France Margaret Bélanger est une avocate et femme d'affaires canadienne née à Matane au Québec.
Avocate de formation, elle a commencé sa carrière en 1995 en tant qu’associée en droit des affaires chez Stikeman Elliott et a rejoint les Canadiens de Montréal en 2013 en tant que cheffe des affaires juridiques. C’est la première fois qu’une femme occupe ce poste dans la franchise. C’est également l’une des seules avocates d’une équipe de sport professionnel en Amérique du Nord.
France Margaret Bélanger est vice-présidente exécutive et cheffe des affaires commerciales du Groupe CH qui possède les franchises de hockey sur glace des Canadiens de Montréal et du Rocket de Laval ainsi que les sociétés de production de spectacles et de gestion de salles Evenko et L'Équipe Spectra.
Elle est également la gouverneure suppléante des Canadiens et membre du conseil exécutif d’inclusion de la Ligue nationale de hockey.

## Biographie

### Jeunesse et études
France Margaret Bélanger naît et grandit à Matane au Québec.  Elle est la dernière des quatre enfants de Margot et Walter Bélanger. Son père, entrepreneur, est le fondateur de Béton provincial, une entreprise qui compte 90 usines et 500 bétonnières au Québec. À 16 ans, elle quitte Matane pour Québec et le collège régional Champlain St. Lawrence. Elle passe un baccalauréat universitaire en droit à l’Université d’Ottawa où elle est promue avec distinction et dont elle recevra l’ordre du mérite en 2015. Elle complète ses études en obtenant en 2013, une maîtrise en administration des affaires (MBA) dans le cadre du programme EMBA McGill - HEC Montréal. 

### Carrière

Logo des Canadiens de Montréal

France Margaret Bélanger est admise au Barreau du Québec en novembre 1995 et devient associée en droit des affaires au cabinet Stikeman Elliott. À ce titre, elle suit la transaction lorsque George N. Gillett Jr. fait l'acquisition des Canadiens de Montréal, franchise la plus titrée de la Ligue nationale de hockey. Dès lors, elle est toujours associée au club et en 2009, c’est elle qui représente les intérêts du Groupe Gillett dans le processus de vente des Canadiens et du Centre Bell, une salle omnisports de la métropole québécoise. Elle représente également les intérêts de la famille Saputo lors de l'arrivée de l'Impact de Montréal, franchise de football en Major League Soccer.  
En août 2013, elle rejoint le Groupe CH de Geoff Molson en étant nommée vice-présidente principale et chef des affaires juridiques des Canadiens. L’été suivant, elle est promue vice-présidente exécutive, affaires corporatives et chef des affaires juridiques. C’est la première fois qu’une femme occupe ce poste dans la franchise. Elle est également l’une des seules avocates d’une équipe de sport professionnel en Amérique du Nord.  C’est elle qui mène les négociations pour les acquisitions de L'Équipe Spectra et celles des droits télé régionaux des matchs des Canadiens.  
En janvier 2020, à la suite d'une importante réorganisation au sein des entreprises qui composent le Groupe CH, elle est nommée cheffe des affaires commerciales de l’ensemble du groupe.  
Gouverneure suppléante du Canadien à la LNH depuis novembre 2020, elle est membre du conseil exécutif d’inclusion de la ligue,. 

### Vie privée
France Margaret Bélanger a deux filles, Margaux et Juliette, nées de son union avec Hubert Lacroix, ancien président de Radio-Canada. 

## Distinctions
- 2015 : Ordre du mérite de la faculté de droit civil de l’Université d’Ottawa[3]
- 2019 : Desautels Management Achievement Award de l’Université McGill[10]